# Kit Connor
Kit Sebastian Connor, mais conhecido como Kit Connor; (Londres, 8 de março de 2004) é um ator inglês, conhecido pelos seus papéis no cinema como Tom em Get Santa, como o adolescente Nick Nelson em Heartstopper, além do jovem Elton John em Rocketman.

## Infância
Connor é de Purley, Londres. Ele frequentou a Hayes Primary School em Kenley e posteriormente a Whitgift School.

## Carreira
Connor começou a sua carreira aos 8 anos ao entrar na série de televisão Chickens, e teve vários papéis secundários antes de conseguir o papel principal em Que Fim Levou Papai Noel? no mesmo ano em que conseguiu o seu papel duradouro na TV em Rocket's Island. Desde aí, Connor assumiu vários papéis em outras produções de cinema e TV, incluindo Escola da Morte, Guerra & Paz e The Mercy.
Ele interpretou um jovem Sir Elton John no filme musical Rocketman. Ele também atuou em produções teatrais de Welcome Home, Captain Fox! e Fanny & Alexander. Em 2024, Kit fez parte do elenco de dubladores de The Wild Robot, da DreamWorks Animation, uma adaptação do romance homônimo de Peter Brown.

## Vida pessoal

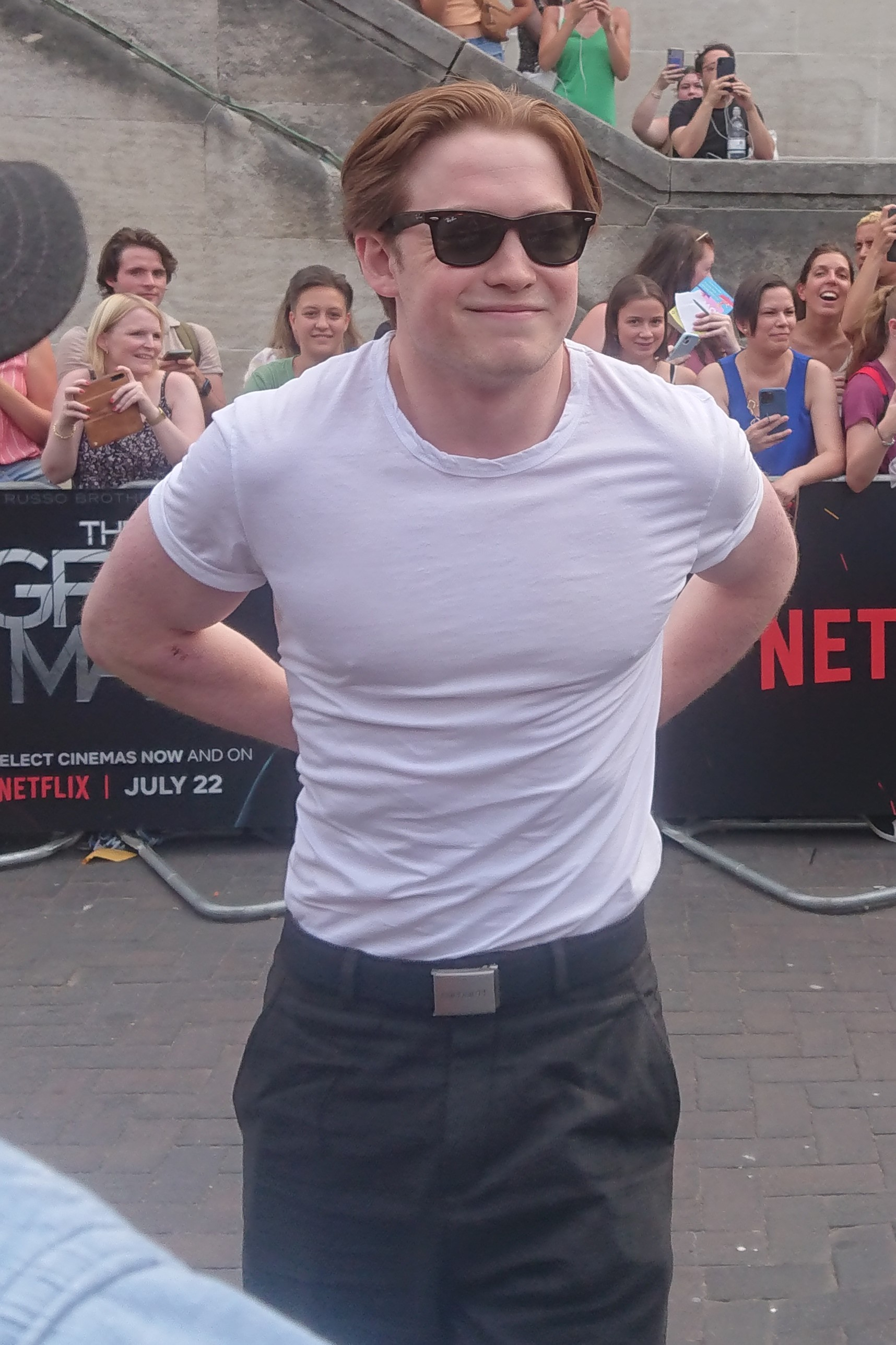
Kit na estreia de The Gray Man.

Em outubro de 2022, Connor se assumiu bissexual em uma postagem no Twitter e acusou as pessoas de "forçarem um jovem de 18 anos a se expor" e que "entenderam errado a mensagem de [Heartstopper]" após Connor ser acusado de queerbaiting.

## Filmografia
| † | Indica um trabalho que ainda não foi lançado. |

### Filmes
| Ano  | Título                                             | Papel                      | Ref.   |
| ---- | -------------------------------------------------- | -------------------------- | ------ |
| 2014 | Que Fim Levou Papai Noel?                          | Tom Anderson               |        |
| 2015 | Sr. Sherlock Holmes                                | Garoto                     |        |
| 2018 | Somente o Mar Sabe                                 | Simon Crowhurst            |        |
| 2018 | Jogador Nº1                                        | Reb Kid                    |        |
| 2018 | A Sociedade Literária e a Torta de Casca de Batata | Eli Ramsey                 |        |
| 2018 | Escola da Morte                                    | Wootton                    |        |
| 2019 | Rocketman                                          | Jovem Reginald Dwight      |        |
| 2019 | Little Joe: A Flor da Felicidade                   | Joe Woodard                |        |
| 2024 | Robô Selvagem                                      | Brightbill/Bico-Vivo (voz) | [ 7 ]  |
| 2025 | Warfare †                                          |                            |        |
| TBA  | A Cuban Girl's Guide to Tea and Tomorrow †         |                            | [ 10 ] |
| TBA  | One Of Us †                                        |                            |        |

### Televisão
| Ano     | Título                             | Personagem             | Notas                           | Ref.   |
| ------- | ---------------------------------- | ---------------------- | ------------------------------- | ------ |
| 2013    | Chickens                           | Clem                   | 1 episódio                      |        |
| 2013    | Uma Aventura no Espaço e Tempo     | Charlie                | Telefilme                       |        |
| 2013    | Casualty                           | Barnaby Lee            | 1 episódio                      |        |
| 2014–15 | Rocket's Island                    | Archie Beckles         | 18 episódios                    |        |
| 2015    | The Frankenstein Chronicles        | Joey                   | Episódio: "A World Without God" |        |
| 2016    | Guerra & Paz                       | Jovem Petya Rostov     | 3 episódios                     |        |
| 2016    | Grantchester                       | Charlie Jones          | 1 episódio                      |        |
| 2017    | SS-GB: Remontando a Segunda Guerra | Bob Sheenan            | 3 episódios                     |        |
| 2018    | Grandpa's Great Escape             | Jack                   | Telefilme                       |        |
| 2019–22 | His Dark Materials                 | Pantalaimon (voz)      | 15 episódios                    |        |
| 2022–24 | Heartstopper                       | Nicholas "Nick" Nelson | Papel principal                 |        |
| 2022    | Celebrity Gogglebox                | Ele mesmo              | 1 episódio                      | [ 11 ] |

### Teatro
| Ano     | Título                     | Personagem       | Local                                  |
| ------- | -------------------------- | ---------------- | -------------------------------------- |
| 2016    | Welcome Home, Captain Fox! | Garotinho        | Donmar Warehouse, Londres              |
| 2018    | Fanny & Alexander          | Alexander Ekdahl | The Old Vic, Londres                   |
| 2024–25 | Romeo + Juliet             | Romeu            | Circle in the Square Theatre, Broadway |

### Jogos eletrônicos
| Ano  | Título                 | Personagem  | Desenvolvedora |
| ---- | ---------------------- | ----------- | -------------- |
| 2022 | A Plague Tale: Requiem | Lucas (voz) | Asobo Studio   |

## Prêmios e indicações
| Ano  | Prêmio                                    | Categoria                                                    | Indicação      | Resultado | Ref.   |
| ---- | ----------------------------------------- | ------------------------------------------------------------ | -------------- | --------- | ------ |
| 2022 | Children's and Family Emmy Awards         | Melhor Ator Principal                                        | Heartstopper   | Venceu    | [ 12 ] |
| 2022 | Dorian Awards                             | Melhor Performance Televisiva                                | Heartstopper   | Indicado  | [ 13 ] |
| 2022 | National Television Awards                | Estrela em ascenção                                          | Heartstopper   | Indicado  | [ 14 ] |
| 2023 | Royal Television Society Programme Awards | Protagonista Masculino                                       | Heartstopper   | Venceu    | [ 15 ] |
| 2023 | Queerty Awards                            | Saída do armário                                             | Kit Connor     | Indicado  | [ 16 ] |
| 2024 | Las Vegas Film Critics Society            | Melhor Performance Masculina Jovem                           | Robô Selvagem  | Indicado  | [ 17 ] |
| 2024 | Queerty Awards                            | Performance Televisiva                                       | Heartstopper   | Venceu    | [ 18 ] |
| 2024 | TV Choice Awards                          | Melhor Ator                                                  | Heartstopper   | Indicado  | [ 19 ] |
| 2025 | Prêmios Annie                             | Realização Notável em Dublagem em um Filme de Longa-metragem | Robô Selvagem  | Pendente  | [ 20 ] |
| 2025 | iHeartRadio Music Awards                  | Estreia na Broadway Favorita                                 | Romeo + Juliet | Pendente  | [ 21 ] |